# Lippo Topo
Lippo Topo è un personaggio proverbiale noto soprattutto per esser stato citato da Giovanni Boccaccio, nel Decameron, nella decima novella della sesta giornata, avente a protagonista frate Cipolla. Lippo Topo, pittore bizzarro ed estroverso, era solito realizzare figure umane assai brutte, per cui Boccaccio paragona il bruttissimo Guccio Porco ad un quadro di Lippo Topo. Il personaggio compare anche in altri testi letterari: nel Paulus di Pier Paolo Vergerio, nel Seraphim di San Bernardino da Siena, in un verso di Giovan Giorgio Alione, nei Sermoni di Bernardino da Feltre, nel Baldus di Folengo, nell'opuscolo (di autore anonimo) Nozze di M. Lippotopo con M. Lasagna...cose ridiculosissime da intendere, Venezia, Bonfadino, 1609 